# TuS Düsseldorf-Nord
Der TuS Düsseldorf-Nord ist ein Sportverein, der im Düsseldorfer Stadtteil Unterrath beheimatet ist.
Der Verein wurde 1904 gegründet. Als erfolgreichste Abteilung gelten die Rollhockey-Spieler. Diese Sportart wird im TuS Nord seit 1957 ausgeübt.

## Sportliche Erfolge
- 1983 Aufstieg in die Rollhockey-Bundesliga
- 1996 Deutscher A-Jugend-Meister
- 1997 Deutscher Meister, Herren
- 2001 Deutscher Meister, Damen
- 2009 Deutscher Meister + Pokalsieger, Damen
- 2010 Deutscher B-Jugend Meister
- 2011 Pokalsieger in der Altersklasse u15
- 2013 Deutscher A-Jugend Meister
- 2014 Deutscher Junioren Meister
- 2015 Deutscher Junioren Meister

## Spielstätte
Die Heimspiele in der Rollhockey-Bundesliga werden in der Halle an der Eckener Straße in Düsseldorf-Unterrath ausgetragen. 
Die Fußball-Abteilung ist auf der Bezirkssportanlage Ammerweg 16 zu Hause, ebenfalls in Düsseldorf-Unterrath.

## Andere Abteilungen
Des Weiteren werden die Sportarten Tennis, Tischtennis, Schach, Turnen, Volleyball, Fußball, Sportschießen, Ju-Jutsu, Streethockey, Inline-Skaterhockey (Düsseldorf Flyers), Gymnastik, Rollkunstlauf und Roller Derby (Deadly Darlings Düsseldorf) angeboten.